# Alfred Knox
Alfred Knox (Ulster, 30 ottobre 1870 – 9 marzo 1964) è stato un militare e politico inglese. Maggior generale, Sir Alfred William Fortescue Knox divenne uomo politico nel Partito Conservatore britannico.

## Carriera militare
Nato nell'Ulster, Knox si arruolò nell'Esercito britannico mentre frequentava il Reale Militar Collegio di Sandhurst, dal quale egli fu nominato secondo tenente nei Fucilieri Reali d'Irlanda il 2 maggio 1891, e fu promosso al grado di tenente dell'Esercito Britannico e dei Royal Marine il 18 novembre 1893. Fu quindi comandato in India, nel 5º reggimento di Fanteria del Punjab, divenne comandante di due compagnie, e fu promosso capitano il 10 luglio 1901. Egli fu aiutante nella Milizia del Waziristan Meridionale e con tale grado prese parte alle operazioni nel Waziristan sotto il comando del Maggior Generale Charles Egerton nell'estate del 1902, ricevendo in tali operazioni una Menzione nei dispacci.
Nel 1911 Knox fu nominato attaché dell'Esercito Britannico in Russia. Parlando correntemente il russo, divenne un ufficiale di collegamento con l'Esercito Imperiale Russo durante la Prima guerra mondiale. Durante la Rivoluzione d'ottobre in Russia egli assistette all'occupazione del Palazzo d'inverno il 25 ottobre 1917 (secondo il calendario giuliano, corrispondente al 7 novembre 1917 in quello gregoriano).
"La guarnigione del Palazzo d'inverno consisteva originariamente in circa 2000 in tutto, inclusi i distaccati dalle scuole militari, tre squadroni di Cosacchi, una compagnia di volontari e una proveniente dal Battaglione femminile.
La guarnigione era diminuita a causa delle diserzioni, per cui non vi erano più provviste ed egli patì praticamente la fame per due giorni. Non vi era alcun uomo forte che prendesse il comando e imponesse la disciplina. Nessuno aveva il coraggio di combattere e alcuni dei cadetti arrivò a procurarsi pesanti cappotti da donna per poter fuggire inosservato.
Gran parte dei giovani della Scuola di Artiglieria Mikhail ritornarono alla loro scuola, portando con sé quattro delle loro sei armi da fuoco. Allora i Cosacchi se ne andarono, dichiarandosi contrari agli spargimenti di sangue! Alle 22 una gran parte dei cadetti se n'erano andati, lasciando pochi difensori esclusi i portabandiera della Scuola di Ingegneria e la Compagnia composta da donne."
Durante la Guerra Civile Russa, egli fu il capo della Missione Britannica (Britmis) e teoricamente Comandante della Retroguardia dell'Esercito in Siberia sotto Aleksandr Vasil'evič Kolčak. Egli intervenne a malapena nelle operazioni di combattimento, poiché Kolchak non voleva dar retta ai suoi consigli né accettare domande sull'Assemblea costituente panrussa dopo la guerra.
Nel 1921 Knox pubblicò le sue memorie, With the Russian Army: 1914–1917. In questo libro egli narra anche la storia dell'eroina Elsa Brändström.

## Carriera politica
Nelle elezioni generali del 1924, egli fu eletto con i Conservatori Membro del Parlamento (MP) per Wycombe, sconfiggendo il membro uscente, liberale Lady Terrington. Egli mantenne il suo seggio nelle elezioni generali del 1929 e in quelle seguenti, partecipando alla Camera dei Comuni fino alle elezioni generali del 1945. Nel 1934, Knox si oppose all'autogoverno indiano sostenendo che "L'India, diversificata in razze e religioni e unita solo dalla Gran Bretagna, non è pronta per la democrazia." Le sue questioni parlamentarie riguardavano principalmente l'Unione Sovietica e la minaccia di Hitler, così come il riarmo della Gran Bretagna durante il periodo interbellico. Knox rimase un deciso oppositore del Comunismo durante tutta la sua carriera e, seguendo l'invasione sovietica della Finlandia, sostenne la necessità di fornire adeguato aiuto ai finlandesi.
Morì il 9 marzo 1964.

## Nellafiction
Knox è descritto nel libro Agosto 1914 di Aleksandr Solzhenitsyn, come un qualche noioso attaché quando il Generale Samsonov tentò di condurre il suo esercito attraverso la Prussia Orientale.